# Georg Daniel Seyler

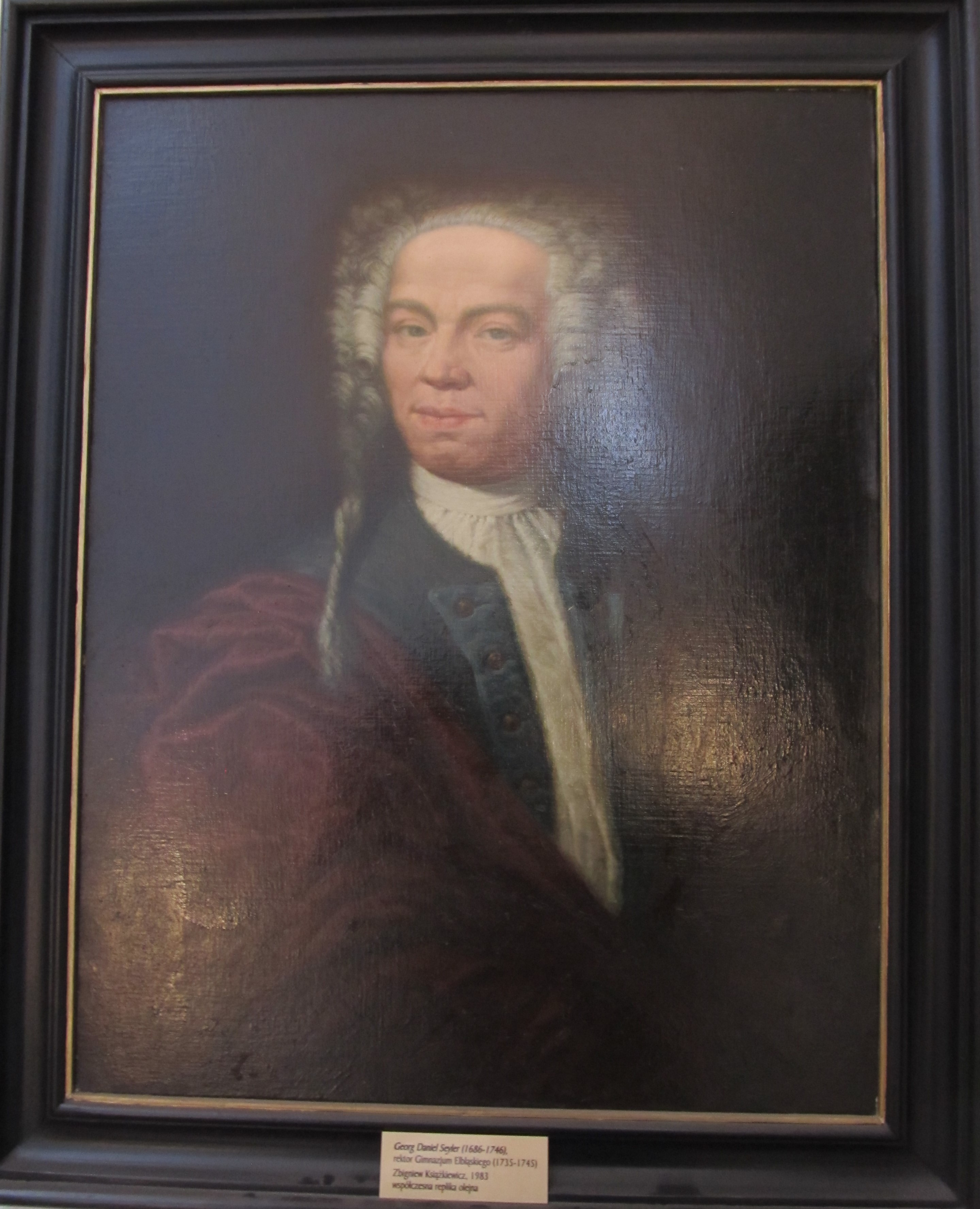
Georg Daniel Seyler

Georg Daniel Seyler (* 1686; † 1745 in Elbing) war von 1734 bis zu seinem Tode Rektor des Elbinger Gymnasiums.

## Leben
Seyler gründete in Elbing einen Verein nach dem Vorbild von Gottfried Lengnichs Societas litteraria in Danzig. 1740 gab er in Elbing eine Schrift zur 300-jährigen Gedächtnisfeier zum Geburtstag Gutenbergs heraus. Er schrieb über das Geld- und Münzwesen, über Kurfürst Friedrich Wilhelm und über Prussia Occidentalis, das Westliche Preußen. Seyler war besonders bekannt für das Festspiel Hermann von Balcke zur Gedenkfeier Hermann von Balks und Beginn der Stadt Elbing.